# Jaroslav Janiš
Jaroslav Janiš (ur. 8 lipca 1983 w Ołomuńcu) – czeski kierowca wyścigowy.

## Kariera
Janiš rozpoczął karierę w wyścigach samochodowych w 1999 roku od startów w Niemieckiej Formule Ford 1800, gdzie dwukrotnie stawał na podium. Z dorobkiem 80 punktów uplasował się na siódmej pozycji w klasyfikacji generalnej. W późniejszych latach pojawiał się także w stawce Francuskiej Formuły Ford, Europejskiej Formuły Ford, edycji zimowej Formuły Palmer Audi, Niemieckiej Formuły Renault, Formuły 3000 (lata 2001, 2003), FIA GT Championship, European Le Mans Series, Europejskiego Pucharu Formuły Renault 2000, Niemieckiej Formuły 3, Euro 3000, Champ Car World Series, Deutsche Tourenwagen Masters, Le Mans Series, Formuły Nippon, Włoskiej Formuły 3000, A1 Grand Prix, F3000 International Masters, 24h Le Mans, American Le Mans Series, Lamborghini Blancpain Super Trofeo, Lamborghini Super Trofeo oraz FIA GT3 European Championship.